# Artemisia adamsii
Artemisia adamsii — вид квіткових рослин з родини айстрових (Asteraceae). Поширення: південний Сибір, Монголія, північний Китай. Населяє засолені степи, луки, береги річок, пагорби; низькі височини.

## Біоморфологічна характеристика
Це багаторічна трав'яниста рослина або напівкущик заввишки 15–40 см, розгалужений на верхівці, павутинисто запушений або голий. Нижнє стеблове листя ± сидяче; листова пластинка (2- або)3-перисторозсічена. Середнє стеблове листя: листова пластинка яйцеподібна, 1.5–2.5(3) × 1.5–2.5(3) см, 1- або 2-перисторозсічена; сегментів 3 або 4 пари; часточки ниткоподібні, 2–3 × 0.5–1 мм, на верхівці гострі; листоподібні приквітки майже пальчасторозсічені. Синцвіття — вузька волоть. Обгортка майже куляста, 2–3 мм у діаметрі. Крайових жіночих квіточок 9–12. Дискових квіточок 35–45, двостатеві. Сім'янка еліпсоїдно-яйцеподібна. Цвітіння та плодіння: липень — жовтень.